# کتی مانینگ
کتی مانینگ (انگلیسی: Katy Manning؛ زادهٔ ۱۴ اکتبر ۱۹۴۶) هنرپیشه اهل بریتانیا است.
از فیلم‌ها یا برنامه‌های تلویزیونی که وی در آن نقش داشته‌است می‌توان به دکتر هو اشاره کرد.